# Albert Möschler
Albert Möschler  (* 7. November 1864 in Kronförstchen; † vermutlich Ende Januar 1945 im Bereich Kurische Nehrung) war ein deutscher Präparator und Entomologe und Pionier der Vogelwarte Rossitten.

## Leben
Albert Möschler war ein Sohn des Gutsbesitzers, Insektenhändlers, Entomologen und sächsischen liberalen Landtagsabgeordneten Heinrich Benno Möschler (1831–1888) und dessen Ehefrau Anna Emilie (1838–1913), geb. Wilde.
Albert Möschler lernte als Mechaniker und Präparator und ließ sich später 1889 in Bautzen als Präparator nieder. Er beherrschte die Taxidermie und kam auf Vermittlung von seinem Vetter, dem Entomologen und Ornithologen William Gustav Baer (1867–1934), im Jahr 1895 nach Rossitten zu Curt Floericke, der gewerbsmäßig Bälge und lebende Vögel sammelte, und unternahm mit diesem auf Anregung des Geographen und Naturforschers Gustav Radde von Januar bis Juli 1896 eine Sammelreise ans Kaspische Meer. Im Jahr 1897 wurde er Präparator am Landwirtschaftlich-physiologischen Institut der Universität Königsberg und wechselte dann mit dessen Direktor Georg Rörig 1898 zur Kaiserlichen Biologischen Anstalt für Land- und Forstwirtschaft in Dahlem bei Steglitz. Nach einer Museumszeit in der Zeit von 1900 bis 1905 in Darmstadt ging Albert Möschler nach Rossitten zurück, wo Johannes Thienemann zwischenzeitlich 1901 die Vogelwarte Rossitten gegründet hatte. Im Jahr 1916 löste sich Albert Möschler von der Vogelwarte und arbeitete als freier Präparator. Er wurde vor allem von Jägern aufgesucht und erlangte für seine hervorragend präparierten Elchköpfe weithin Bekanntheit. Im Herbst 1926 übernahm der damals Zweiundsechzigjährige die Arbeiten eines Oberpräparators am Zoologischen Institut und Museum der Universität Königsberg und erweiterte insbesondere die Ostpreußensammlung erheblich. Mit 70 Jahren zog er sich auf die Nehrung zurück und widmete sich außer der freien Arbeit wieder dem Museum der Vogelwarte, für das er zahlreiche Präparate fertigte.
Er ist nach Beginn der Offensive der Roten Armee im Januar 1945 im Bereich der Kurischen Nehrung verschollen.
Albert Möschler forschte zu wildlebenden Hymenopteren, insbesondere Bienen und Faltenwespen, schrieb einen wichtigen Beitrag zur Bienenfauna Ostpreußens und legte zwei große Sammlungen an, von denen eine Otto Koehler für das Zoologische Institut Königsberg erwarb. Seine Sammlung von Stechimmen kam 1960 an das Zoologische Museum Berlin.
Er war mit Helene (1860–1925), geborene Epha, der für ihren Einsatz zum Schutz der Elche und der Aufzucht verwaister Tiere als „Elch-Mutter Ostpreussens“ bekannten Tochter des Düneninspektors, Strandvogts und Oberfischmeisters Wilhelm Franz Epha verheiratet. Helene Möschler wurde 1925 auf dem Waldfriedhof von Rossitten neben dem Grab ihres Vaters sowie auch neben dem Grab von Carl Robert Suttkus (1856–1920), der mit ihrer jüngeren Schwester Margarete verheiratet war, beigesetzt.
Edith von Sanden-Guja, die gemeinsam mit ihrem Mann Walter von Sanden-Guja die Familie Möschler im Jahr 1920 kennengelernt hatte, schuf um das Jahr 1940 eine Bronzeplastik (Kopfbüste) von Albert Möschler.
Ihm zu Ehren wurde 1913 durch Johann Dietrich Alfken (1842–1945) als Möschlers Wespenbiene die Biene Nomada moeschleri Alfken, 1913, aus der Familie der Apidae benannt.

## Schriften (Auswahl)
- Beobachtungen über die Lebensweise und die Schädlichkeit der Elchrachenbremse, Cephenomyia ulrichii Brauer, auf der Kurischen Nehrung. In: Zeitschrift für Parasitenkunde, 7, 1935, S. 572–578
- Ein Beitrag zur Bienenfauna in Ostpreußen, insbesondere der Kurischen Nehrung. In: Schriften der Physikalisch-ökonomischen Gesellschaft zu Königsberg, 70, 1938, S. 243–288